# Сьрем (Зомбковицький повіт)
Сьрем (пол. Śrem, нім. Schrom) — село в Польщі, у гміні Каменець-Зомбковицький Зомбковицького повіту Нижньосілезького воєводства.
Населення — 107 осіб (2011).
У 1975-1998 роках село належало до Валбжиського воєводства.

## Демографія
Демографічна структура станом на 31 березня 2011 року:
|          | Загалом | Допрацездатний вік | Працездатний вік | Постпрацездатний вік |
| -------- | ------- | ------------------ | ---------------- | -------------------- |
| Чоловіки | 63      | 21                 | 39               | 3                    |
| Жінки    | 44      | 7                  | 28               | 9                    |
| Разом    | 107     | 28                 | 67               | 12                   |